# Springen (paardensport)

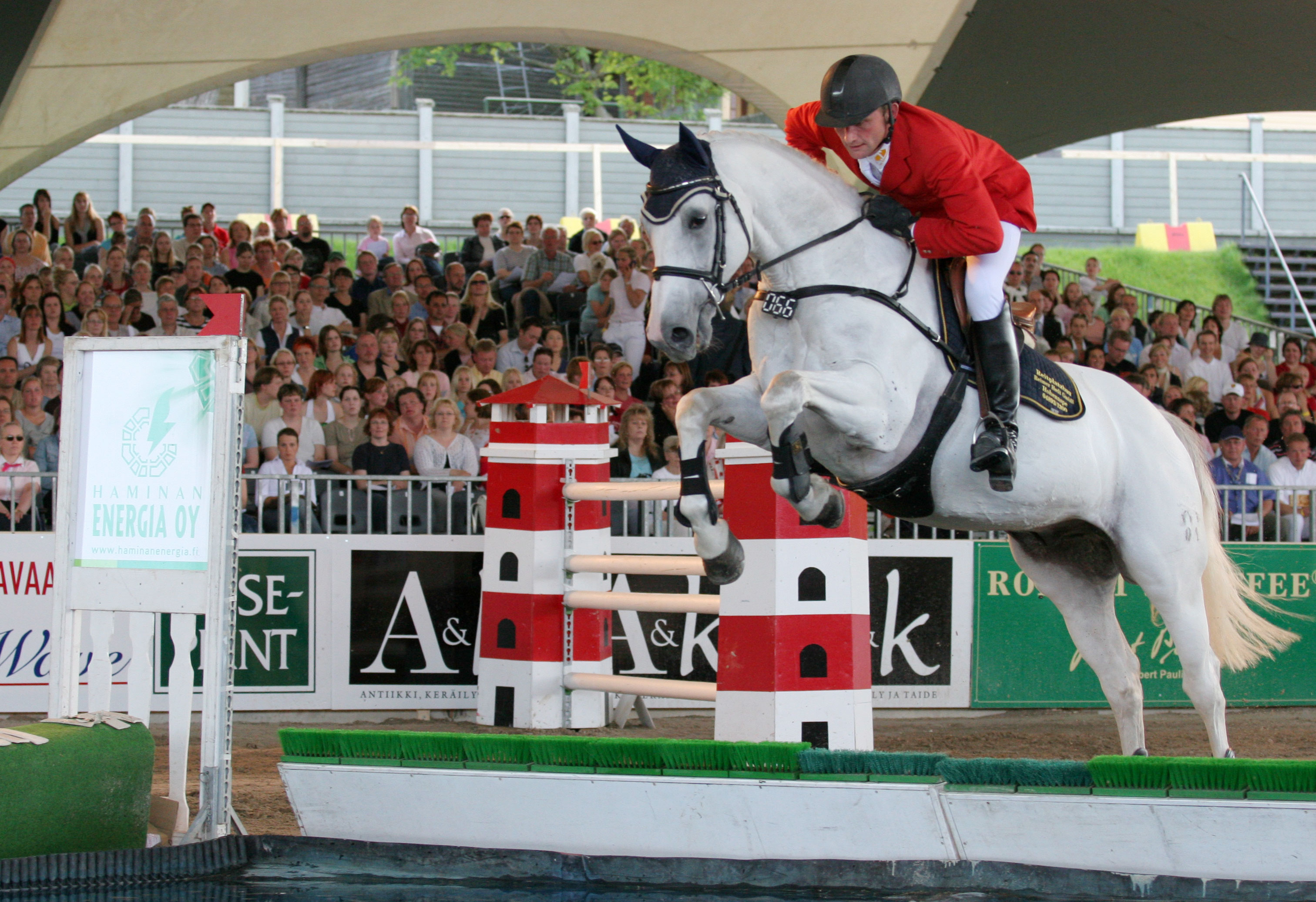

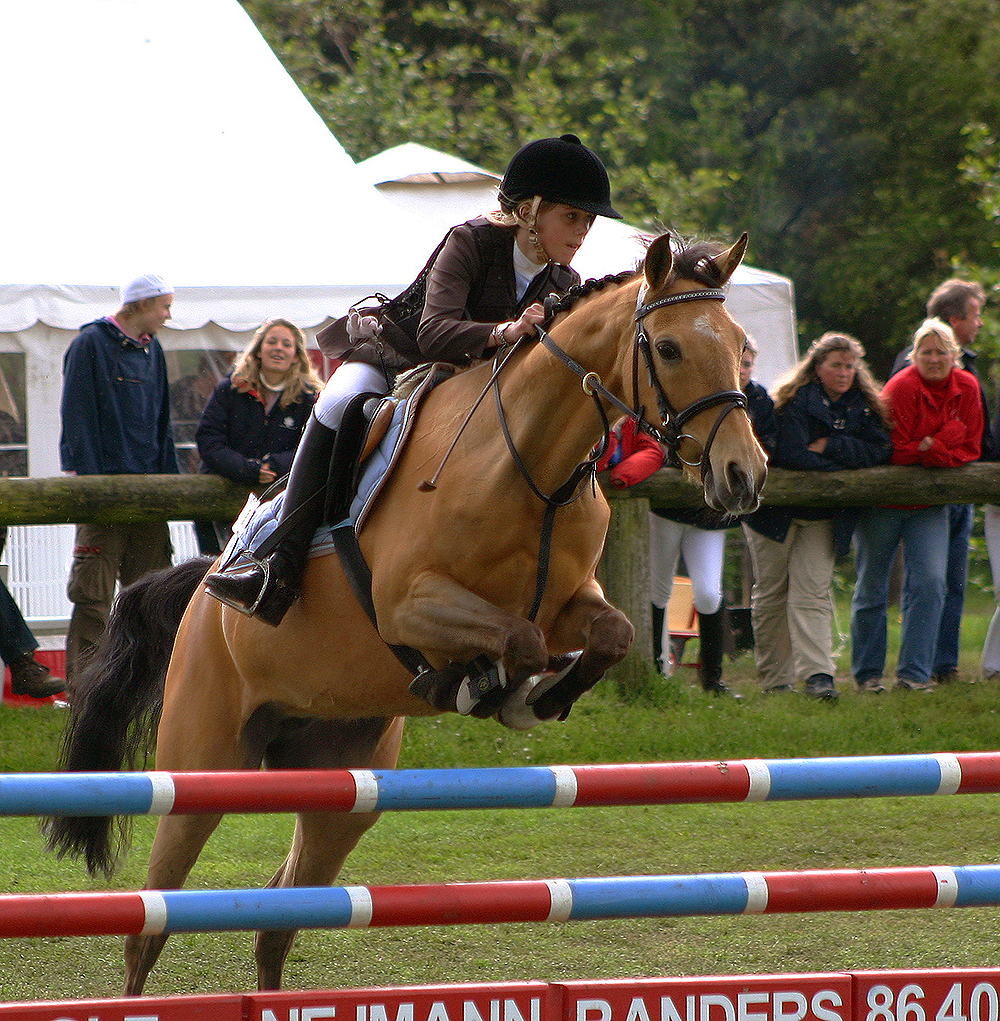
Shannon Mejnert op Sandy in de Baltic Cup 2006

Springen (ook wel jumping, springconcours of concours hippique) is een discipline van de paardensport, waarbij de combinatie (ruiter en paard) een hindernisparcours dient af te leggen binnen een bepaalde tijd.
Springwedstrijden kunnen zowel binnen als buiten plaatsvinden. Het parcours, dat wil zeggen de weg die de combinatie moet afleggen, is voorzien van hindernissen waarvan de vorm, de hoogte, de breedte en de onderlinge afstand verschillen. Het aantal hindernissen kan variëren en hangt af van de soort wedstrijd. Omdat verschillende sprongen tot één hindernis gecombineerd kunnen worden, ligt het aantal hindernissen meestal lager dan het aantal sprongen. De waardering geschiedt door middel van strafpunten, die toegekend worden bij tijdsoverschrijding en springfouten.
Er worden verschillende springwedstrijden georganiseerd. Enkele bekende zijn Jumping Amsterdam en CHIO.

## Geschiedenis
Hoe sterk ontwikkeld de paardensport in de oudheid ook was, er bestaan geen aanwijzingen dat men springtoernooien kende, zoals dat nu het geval is. Pas uit het barokke en feodale jachtspringen en de open formatietactiek van cavalerie in de 19e eeuw vormde zich langzaam maar zeker een soort springstijl. Aanvankelijk werd het paard door rigide teugelvoering in de vrije sprong gehinderd en de ruiter verplaatste zijn zwaartepunt naar achteren in plaats van naar voren. Men dacht dat de achterbenen sterker waren en het gewicht beter konden opvangen. Slechte prestaties en valpartijen met catastrofale afloop waren aan de orde van de dag.
Omstreeks 1900 ontwikkelde de Italiaanse ritmeester Federico Caprilli (1868-1907) een nieuwe methode, die hij ontwierp na een vrij springend paard aandachtig te hebben bestudeerd. Hij leerde de paardenrug te ontlasten, hoofd en hals vrij te geven, zich aan te passen aan de beweging van het paard om daarmee alle ruimte te laten voor een zo vrij mogelijke sprong. De door hem ontwikkelde methode, waarbij tijdens de sprong het bovenlichaam van de ruiter naar voren wordt gebogen en de knieën tegen het zadel steunen, noemt men de verlichte zit. Het werd de nieuwe springstijl.
De allereerste springwedstrijd was in 1864 in Dublin. Sinds 1900 is het springen een olympische sport. Er werden hoogstens vijftien hindernissen gesprongen van 1,50 meter hoog.
In 1900 was er naast het springconcours ook nog een individuele competitie hoogspringen en verspringen.

## Hindernissen
De eenvoudigste vorm van een hindernis bestaat uit twee standaards en een aantal balken. De hindernis kan worden uitgebreid met meer standaards, of bijvoorbeeld een waterpartij. Bij (grotere) concoursen worden hindernissen vaak gesponsord door bedrijven. Sommige bedrijven hebben hun eigen hindernis, die zij uitlenen aan concoursen.
Er zijn twee soorten sprongen: de hoogtesprongen en de breedtesprongen.
Hoogtesprongen:
- hek (open hindernis)
- kruisje (andreaskruis)
- muur (dichte muur waarbij blokken kunnen worden afgegooid)
- poort (gesloten hindernis)
- steilsprong

Breedtesprongen:
- oxer: (tweedelige hindernis van oplopende of gelijke hoogte)
- sloot (een waterbak waarover paarden en pony's kunnen springen)
- triple sprong, ofwel triple bar of bar de spa (driedelige hindernis)

Ook kan er een combinatiesprong zijn opgenomen in het parcours; twee of drie hindernissen achter elkaar met een of twee galopsprongen ertussen. Als er twee hindernissen achter elkaar staan, wordt dit een 'dubbel' genoemd; bij drie hindernissen achter elkaar een driesprong.
Er zijn verschillende klassen in het springen. Bij tien of meer winstpunten mag men een klasse hoger, bij veertig winstpunten moet men naar de volgende klasse.
Bij paarden:
- A = De A staat voor 'aspiranten', de hindernissen zijn hier max. 90 cm.
- B = De B staat voor 'beginners', hierbij wordt gesprongen over hindernissen van max. 1,00 meter.
- L = De L staat voor 'licht', hindernissen van 1,10 meter.
- M = De M staat voor 'middelzwaar', hindernissen van 1,20 meter.
- Z = De Z staat voor 'zwaar', hindernissen van 1,30 meter.
- ZZ = De ZZ staat voor 'zeer zwaar', hindernissen van 1,35 meter.

Bij pony's:
- A-pony's: B = 50 cm L = 60 cm, M = 70 cm
- B-pony's: B = 60 cm, L = 70 cm, M = 80 cm
- C-pony's: B = 70 cm, L = 80 cm, M = 90 cm, Z = 100 cm, ZZ = 110 cm
- D-pony's: B = 80 cm, L = 90 cm, M = 100 cm, Z = 110 cm, ZZ = 120 cm
- E-pony's: B = 90 cm, L = 100 cm, M = 110 cm, Z = 120 cm, ZZ = 130 cm

Dan zijn er nog internationale klassen als Grand Prix. Dit is topsport en de hoogte van de hindernissen is gebonden aan een maximum hoogte die vermeld staat in het vraagprogramma en op de parcourstekening. Voor paarden is dat over het algemeen 1,60 m en voor pony's is dat 1,35 m.

## Achtergrond
Het doel van het springconcours is dat paard en ruiter het parcours foutloos afleggen, ongeacht de vorm en het aantal van de hindernissen. Dit wil zeggen dat de paarden geen bovenste balken van hindernissen afgooien (of zelfs de hele hindernis omverwerpen) en dat ze niet weigeren. Het kan gebeuren dat een of meerdere onderste elementen van een hindernis vallen. Dit wordt echter niet als fout gerekend, omdat in hoogte en breedte er aan de hindernis niets is veranderd. De hindernissen moeten in de juiste volgorde worden genomen. De hindernissen in een springparcours zijn genummerd. Degene die het parcours het snelst met de minste fouten aflegt, wint in het algemeen. Bij een B-parcours gaat het (in de barrage) om het aantal stijlpunten, dat wil zeggen dat er punten worden gegeven voor de stijl van de ruiter: degene met de meeste stijlpunten en een foutloze ronde wint. Soms wordt de winnaar direct aangewezen, maar wanneer meerdere combinaties foutloos zijn, wordt soms een soort tweede ronde - de barrage - gehouden (zie hieronder). Wanneer geen enkele combinatie foutloos is, wordt gekeken wie de minste strafpunten heeft. Hebben meerdere combinaties evenveel strafpunten, dan wint degene die het snelst was.
Er bestaan verschillende vormen van springconcoursen. De meest gebruikte is een basisconcours plus een barrage. Alle combinaties die het parcours met een gelijk aantal strafpunten hebben afgelegd als degene met de minste strafpunten mogen een barrage rijden. Een barrage bestaat uit minder hindernissen dan het oorspronkelijke parcours. Net als bij het basisparcours is het de bedoeling dat het parcours zo snel mogelijk foutloos wordt afgelegd. Het gebeurt regelmatig dat geen van de deelnemers de barrage foutloos heeft gesprongen en in dat geval wint de ruiter met het minste aantal strafpunten. Zijn er meer deelnemers met het laagste aantal strafpunten, dan wordt de uitslag bepaald door de combinatie met de snelste tijd.

## Soorten parcoursen
Op een springconcours kunnen meestal meerdere parcoursen worden gereden. Het eerste is een 'klassiek parcours', het tweede 'progressief'. Een klassiek parcours dient gereden te worden met zo min mogelijk strafpunten. Zijn er meerdere combinaties met een gelijk aantal strafpunten als degene met de minste strafpunten, dan kan er een barrage verreden worden. Dit hoeft niet, aangezien een klassiek parcours ook een parcours direct op tijd kan zijn. De parcoursbouwer bepaalt over welke hindernissen gesprongen wordt en in welke volgorde. Hij of zij kan eventueel ook hindernissen verhogen, toevoegen of weglaten. In de klasse B worden de combinaties beoordeeld op hun rijstijl door een jury. Degene met het hoogste aantal punten wint. Er wordt dan dus geen barrage gereden. Een progressief parcours kan op verschillende manieren gereden worden.
- Direct op tijd: De combinaties moeten zo snel mogelijk een parcours springen. Degene met de minste strafpunten en de snelste tijd wint. Daarbij is het aantal strafpunten doorslaggevend. Iemand met veel strafpunten en een heel snelle tijd kan dus niet winnen van iemand die foutloos is maar een langzame tijd heeft.
- Jacht: De combinaties moeten zo snel mogelijk een parcours springen. Voor iedere gemaakte fout krijgt de combinatie strafseconden. Een balk kost een aantal strafseconden, een weigering straft zichzelf in de tijd en daar worden dus geen strafseconden voor gegeven. Degene met de snelste tijd wint. Iemand met een fout, maar een heel snelle tijd kan dus winnen van iemand die foutloos is maar een langzame tijd heeft.
- 2-fasen: De combinaties moeten een parcours springen dat is opgedeeld in twee gedeeltes die allebei bestaan uit ongeveer zes hindernissen. Het eerste moet foutloos gereden worden. Lukt dat niet, dan gaat de bel en moet de combinatie stoppen. Wordt het eerste gedeelte wel foutloos gereden dan gaat er een tijd lopen en dient het laatste gedeelte van het parcours zo snel mogelijk gereden te worden. Bij de uitslag wordt gekeken naar de tijd en het aantal strafpunten in het laatste deel. Degene met respectievelijk de minste strafpunten en de snelste tijd wint.

## Strafpunten
- Als er een element van de hindernis bij de sprong afvalt, kost dit vier strafpunten - behalve bij iedere balk die niet de bovenste is.

- Een weigering van het paard (oftewel het kruisen van de gereden lijn) kost vier strafpunten en de hindernis moet opnieuw genomen worden. Wanneer men B of L start, volgt bij de derde weigering  uitsluiting en moet de combinatie het parcours verlaten. In de M en hoger is dit al na twee weigeringen.
- Een of beide hoeven in het water van de sloot, of een landing op het witte lint, geeft vier strafpunten.
- Verzet van het paard (steigeren, achteruit lopen of langer dan twee seconden stilstaan) wordt bestraft als een weigering.
- Valt het paard of de ruiter, dan volgt uitsluiting.
- Bij tijdsoverschrijding van de (vooraf vastgestelde) toegestane tijd levert iedere seconde die men te laat is één strafpunt op.

Als een paard weigert om over een hindernis te springen noemt men dit een weigering. Voor een weigering krijgt de combinatie vier strafpunten. Vroeger kreeg men drie strafpunten. Dit werd door het IOC veranderd. Na twee weigeringen wordt de combinatie uitgesloten. Paard en ruiter mogen het parcours dan niet afmaken. Er staat geen beperking op het aantal balken dat afgeworpen wordt. Voor elke hindernis waarvan een of meer balken afgeworpen wordt, krijgt de combinatie vier strafpunten.
De combinatie kan ook strafpunten krijgen wegens tijdsoverschrijding. Paard en ruiter hebben dan het parcours te langzaam afgelegd. Het parcours moet binnen een bepaalde tijd worden afgelegd. Voor elke (aangevangen) seconde waarmee de combinatie die tijd overschrijdt wordt één strafpunt toegekend. Als de combinatie er langer over doet dan het dubbele van de toegestane tijd, wordt de combinatie uitgesloten.

## Wedstrijdrangschikking
Nadat in een event alle combinaties gereden hebben, wordt gekeken naar de combinaties zonder strafpunten. Diegene die hiervan de kortste tijd heeft, is de winnaar van het event. De rangschikking wordt dan verder aangevuld met de andere strafpuntloze combinaties. Daarna worden, in volgorde van hun tijd, de 4-puntige combinaties toegevoegd. Daarna de 8-puntige combinaties, enzovoort.
Soms wordt er een barrage gereden (een soort finale). Daartoe worden enkel de strafpuntloze combinaties van de eerste ronde toegelaten. Dit is zuiver een snelheidskoers, waarbij de hindernissen foutloos gesprongen dienen te worden. Het is ook mogelijk dat een combinatie wordt gediskwalificeerd wegens weigering, val etc.

## Springpaard
Niet alle paarden zijn goede springpaarden. Er worden paarden speciaal voor de springsport gefokt. Dit zijn veelal warmbloedrassen. Goed springende paarden worden met elkaar gekruist in de hoop een steeds beter springpaard te krijgen. Daarbij tellen niet alleen de 'techniek' het 'vermogen' en de 'voorzichtigheid' maar ook het karakter van het paard. Een paard moet makkelijk te rijden zijn en graag willen meewerken met zijn ruiter. Daarbij moet het paard ook plezier hebben in het springen. Als een paard goed en makkelijk en met een ontspannen rug springt met gesloten achterbenen, is het een geschikt springpaard. Dit is te testen door een hindernis tegen een wand te zetten in een gesloten manege. Men drijft het paard naar de hindernis. Springt het paard makkelijk en met een goede techniek, dan is het een goed springpaard. Een kenner kan aan deze proef zien of een paard aanleg als springpaard heeft.
- Techniek: De manier waarop het paard zijn lichaam gebruikt om zo makkelijk mogelijk over de hindernis te komen. Een paard met een goede techniek zal zijn rug bol maken boven de hindernis, zijn benen zo dicht mogelijk tegen zijn lichaam vouwen en op die manier dus niet extreem hoog hoeven springen om over de hindernis te komen.
- Vermogen: Het gemak waarmee het paard over de hindernis springt. Een paard met veel vermogen springt heel makkelijk en lijkt met gemak veel hoger te kunnen springen. Een paard met weinig vermogen moet al veel moeite doen om over een lage hindernis te komen.
- Voorzichtigheid: Een voorzichtig paard let op dat hij de hindernis niet raakt. Voorzichtige paarden zullen dus weinig strafpunten krijgen in een parcours, doordat ze goed opletten dat ze hun benen niet stoten.